# Estación de Charleroi-Ouest
La estación de Charleroi-Ouest es una estación de tren belga situada al oeste del centro de Charleroi, en la provincia de Henao, región Valona.
Es la segunda estación de la ciudad, después de la de Charleroi-Sud. Pertenece a la línea  de S-Trein Charleroi.

## Situación ferroviaria
La estación se encuentra en la línea 124 (Bruselas-Nivelle-Charleroi).

## Intermodalidad
La estación tiene anexa a la estación Ouest, donde paran las líneas    y .